# Welt-Psoriasistag
Der Welt-Psoriasistag (englisch World Psoriasis Day, WPD) wird jährlich am 29. Oktober begangen.
Zweck des Aktionstages ist es, das Bewusstsein für die Psoriasis (Schuppenflechte) und die davon Betroffenen zu verbessern, insbesondere, indem über die mit der Krankheit zusammenhängenden Probleme aufgeklärt wird und indem man versucht, den Patienten eine Stimme zu geben.

## Geschichte
Der Aktionstag wurde erstmals im Jahr 2004 von der International Federation of Psoriasis Associations ausgerufen; er steht jedes Jahr unter einem anderen Motto:
- 2012: Psoriasis – a global health challenge (engl., dt. Psoriasis – eine globale Gesundheits-Herausforderung; Motto in Deutschland: „Psoriasis kennt keine Grenzen“).[4][5]
- 2013: Global access to treatment (Weltweiter Zugang zu Behandlung; in Deutschland: „Psoriasis: Gute Versorgung für jeden“).[6][7] Anlässlich des Welt-Psoriasistags 2013 teilte der Deutsche Psoriasis Bund mit, dass nach Schätzungen von Experten etwa ein Viertel („24 %“) der an Psoriasis Leidenden aufgrund von Unzufriedenheiten mit der Behandlung nicht mehr zu einem Arzt gehe. Nach wie vor stattfindende zu späte, falsche oder nicht ausreichende Behandlungen aufgrund mangelnder Kenntnisse bei Ärzten und Patienten über Ausmaß und Therapien der Krankheit seien nicht mehr hinnehmbar.[8]

## Aktionen
Um den 29. Oktober organisieren medizinische Fachverbände, Kliniken und Selbsthilfegruppen Veranstaltungen, in denen über Psoriasis aufgeklärt wird.